# Altmark (tanker)
De Altmark was een Duitse tanker en bevoorradingsschip. Ze ondersteunde aanvankelijk de Admiral Graf Spee. Daarna was ze betrokken bij het Altmark-incident. Het schip werd gebouwd in Hamburg in 1938 door Blohm + Voss, was 141 meter lang en had een volume van 7021 brt. Ze was genoemd naar de Duitse streek Altmark.

## Geschiedenis

### Graf Spee
De Altmark moest de Admiral Graf Spee ondersteunen tijdens diens jacht in het zuidelijk deel van de Atlantische Oceaan. Zeelui die gered werden van schepen die tot zinken waren gebracht door de Admiral Graf Spee werden overgebracht naar de Altmark. Na de Zeeslag bij de Río de la Plata werd de Admiral Graf Spee tot zinken gebracht door de eigen bemanning in Montevideo.

### Altmark-incident
Hierna begon de Altmark aan de terugreis naar Duitsland waarbij een route via IJsland werd gekozen om Het Kanaal te vermijden. Daarna voer ze langs de Noorse kust. De Altmark  werd door de Britse HMS Cossack geënterd op 16 februari en de 303 Britse gevangenen werden bevrijd en teruggebracht naar Groot-Brittannië. De entering was een schending van de Noorse neutraliteit en speelde een grote rol in de beslissing van Hitler om Noorwegen en Denemarken te bezetten middels Operatie Weserübung in april 1940.

### Thor
Daarna hervatte het schip haar taak als ondersteuningsschip, maar werd omgedoopt tot Uckermark. Met hulp van Russische ijsbrekers wist ze via de Noordelijke IJszee de Grote Oceaan te bereiken en vandaar voer ze naar Japan. De Uckermark werd het ondersteuningsschip voor de hulpkruiser Thor, die in de Indische Oceaan en het westen van Grote Oceaan bezig was om koopvaardijschepen te overvallen. Op 30 november 1942 lag de Uckermark in de Japanse havenstad Yokohama naast de Thor om deze te bunkeren, vlak bij het Australische schip Nankin, dat  in maart door de Thor was opgebracht, vijf dagen van Fremantle, op weg naar Colombo, Ceylon en dat in Leuthen was omgedoopt.
Terwijl de bemanning aan het eten was, vond er een explosie plaats. Een tweede explosie reet het schip uiteen. Door de hierop volgende branden en explosies zonken de Uckermark, Thor, Leuthen en het Japanse stoomschip Unkai Maru. De oorzaak was waarschijnlijk een vonk van gereedschap dat werd gebruikt vlak bij een bunkertank. Bij de explosie kwamen 53 bemanningsleden van de Uckermark om, 13 van de Thor, en 1 bemanningslid van de Unkai Maru.